# G-EIGHT
G-EIGHT是由巨罷娛樂主辦的電子遊戲展覽，由上班不要看成員兼巨霸娛樂負責人湯瑪士（張定澤）和實況主6tan擔任主理人，第一屆於2022年12月9至11日在台北市花博公園爭艷館舉行，第二屆於2023年12月8至10日在爭艷館舉行，第三屆於2024年11月29日至12月1日在爭豔館舉行。

## 背景
湯瑪士和6tan都是資深電子遊戲玩家，並曾在電子遊戲產業工作，在2021年結識後，湯瑪士萌生出舉辦電玩展的想法，便成立巨罷娛樂，由兩人共同擔任主理人，並找其他業界人士共同籌備。湯瑪士表示，辦展覽的初衷是希望大家回歸遊戲本質，而不是比拚各家遊戲廠商贈送的虛擬寶物，或靠著表演女郎譁眾取寵。湯瑪士期望參加者可以與遊戲製作團隊談論遊戲內容，甚至在試玩過程中直接向製作人指出遊戲內的設計問題，也因此要求參展廠商必須展示可以實際遊玩的遊戲。展覽總預算為新台幣兩百萬至三百萬，其中有一百多萬元是以群眾募資形式獲得。
在展覽開始前，2022 Steam遊戲夜市特賣會邀請G-Eight舉辦直播節目。

## 展覽內容

### 活動
- 直播間：進行直播節目，邀請遊戲製作人解說開發過程。
- OX生存賽：與玩家互動的遊戲。
- 舞台表演：將官方YouTube頻道「G-EIGHT 老男孩」上的節目在舞台上演出
- 集換式卡牌活動

### 展區
- 獨立遊戲區：展出開發者自製的獨立遊戲
- 桌遊區：展出桌上遊戲
- 育成區：展出學生作品
- 企業區：
- 成人遊戲Hee hee專區：為成人遊戲的展示區，設有專屬入口，需查驗身分證方可進入。[2][3][5]

## 外部連結
- G-EIGHT官方網站